# Laia Pi i Ramírez de Arellano
Laia Pi i Ramírez de Arellano   (la Seu d'Urgell, 3 de desembre de 2005) és una pilot de trial catalana que competeix als campionats de Catalunya, d'Andorra, d'Espanya i del món de trial femenins. Ha estat tres vegades campiona d'Espanya femenina en categoria B i TR2 (2019-2021) i una en la màxima, TR1 (2023). El 2024 va ser subcampiona del món femenina de Trial2.

## Trajectòria esportiva
Laia Pi és filla de pare andorrà i mare catalana. El pare té casa a Andorra i la mare, a la Seu. El seu pare, Josep Maria Pi, era un apassionat del trial i el seu germà gran, Oriol, va destacar-hi en competició i va arribar a ser-ne campió d'Espanya juvenil (2011) i Campió d'Andorra (2018).
Laia va començar a conduir motocicletes a cinc anys i va heretar la seva primera moto de trial, una Gas Gas Boy, del seu germà Oriol. A nou anys va disputar el seu primer trial, una prova de la Copa Catalana de Trial per a Nens celebrada a Constantí (Tarragonès). A partir dels tretze, el 2018, va debutar al campionat d'Espanya amb una Sherco, competint inicialment en la categoria Féminas B (categoria que es va rebatejar com a TR2 a partir del 2020). Des d'aleshores va competir també al Campionat de Catalunya, al d'Andorra, al de Lleida i al "COTA" (Campionat d'Osona de Trialers Aficionats).
El 2019 va guanyar el Campionat de Catalunya femení en categoria Promo i la Copa d'Espanya femenina B. El 2020, a catorze anys, va guanyar de nou ambdós campionats (el de Catalunya en categoria Open i la Copa d'Espanya en la nova, TR2) i va debutar al Campionat del món femení (Trial2). El 2021 va revalidar el seu títol de campiona d'Espanya en TR2.
Del 2020 al 2021, Laia Pi va formar part de l'equip de trial de la Federació Motociclista d'Andorra (FMA) i va seguir pilotant una Sherco. El 2022 va fitxar per Beta Trueba i va passar a disputar el campionat d'Espanya en la categoria TR1, la màxima femenina. Competint des d'aleshores amb el suport de la federació espanyola (RFME), el 2023 va quedar tercera al Campionat del Món femení en la categoria Trial2 i va guanyar el campionat d'Espanya en la categoria TR1.

## Palmarès
Font:
A 1 de gener de 2025
| Any          | Motocicleta  | C. del Món femení TR2 | C. Esp. femení TR1 | C. Esp. femení TR2 |
| ------------ | ------------ | --------------------- | ------------------ | ------------------ |
| 2018         | Sherco       | -                     | -                  | 8a                 |
| 2019         | Sherco       | -                     | -                  | 1a                 |
| 2020         | Sherco       | 7a                    | -                  | 1a                 |
| 2021         | Sherco       | 6a                    | -                  | 1a                 |
| 2022         | Beta         | 9a                    | 3a                 | -                  |
| 2023         | Beta         | 3a                    | 1a                 | -                  |
| 2024         | Beta         | 2a                    | 2a                 | -                  |
| Total títols | Total títols | 0                     | 1                  | 3                  |